# Udo Quellmalz
Udo Günther Quellmalz (ur. 8 marca 1967 w Lipsku) – niemiecki judoka. Dwukrotny medalista olimpijski.
Urodził się w NRD i do zjednoczenia Niemiec startował w barwach tego kraju, m.in. na igrzyskach w Seulu (1988). Pierwszy - brązowy - medal olimpijski wywalczył w 1992 w Barcelonie, cztery lata później nie miał sobie równych. Dwukrotnie zostawał mistrzem świata (1991, 1995), ponadto również dwa razy stawał na podium tej imprezy. Był także medalistą mistrzostw Europy.  Startował w Pucharze Świata w latach 1989, 1992, 1993, 1995-1997. Największe sukcesy odnosił w wadze do 65 kilogramów. Karierę zakończył w 1998.